# Lutzomyia ischnacantha
Lutzomyia ischnacantha är en tvåvingeart som beskrevs av Martins A. V., Souza M. A., Falcão A. L. 1962. Lutzomyia ischnacantha ingår i släktet Lutzomyia och familjen fjärilsmyggor. Inga underarter finns listade i Catalogue of Life.